# Batalha de Montebello
A Batalha de Montebello, travada no dia 20 de Maio de 1859, foi parte da Segunda Guerra de Independência Italiana, resultante da invasão do Piemonte-Sardenha pelos austríacos no mesmo ano. No combate, a infantaria francesa e a cavalaria sardo-piemontesa destruiram as forças austríacas estacionadas no Pó.

## Resumo

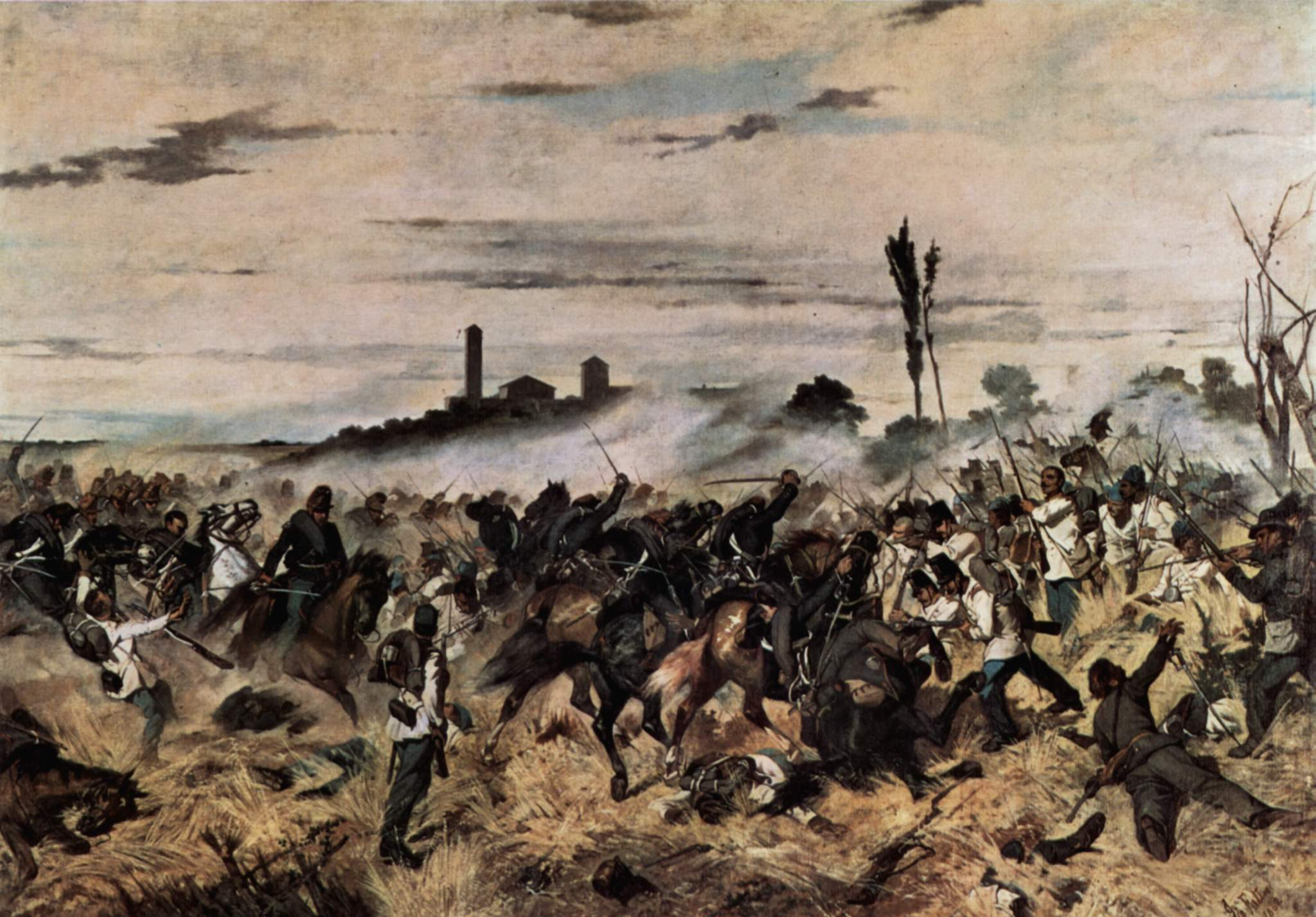
Batalha de Montebello.

Preocupado somente com o seu flanco esquerdo, o velho comandante austríaco Gyulai decidiu mandar uma "força de reconhecimento" aolongo das margens do Pó em direção ao flanco aliado em Voghera.
Em 20 de Maio uma força austríaca, juntada às pressas, colidiu com a cavalaria sardo-piemontesa, auxiliada pela divisão do Major-General francês Elie Forey, na vila de Montebello. Os austríacos não só falharam em retomar a iniciativa estratégica mas também demonstraram sua inferioridade tática aos franceses.
Enquanto que os austríacos esbanjavam uma vantagem numérica de pelo menos 2 para 1, Forey usou todos os batalhões que dispunha na batalha.
O terreno, densamente cultivado, não deu chance de os austríacos utilizarem seus excelentes rifles Lorenz antes de serem atropelados por um enchame de escaramuçadores, comandados por oficiais prontos para pagarem o preço por suas dragonas (peça de metal amarelo, que os militares usam no ombro, como distintivo).